# Cellaria diversa
Cellaria diversa är en mossdjursart som beskrevs av Livingstone 1928. Cellaria diversa ingår i släktet Cellaria och familjen Cellariidae. Inga underarter finns listade i Catalogue of Life.